# Niedersteinbach (Bas-Rhin)

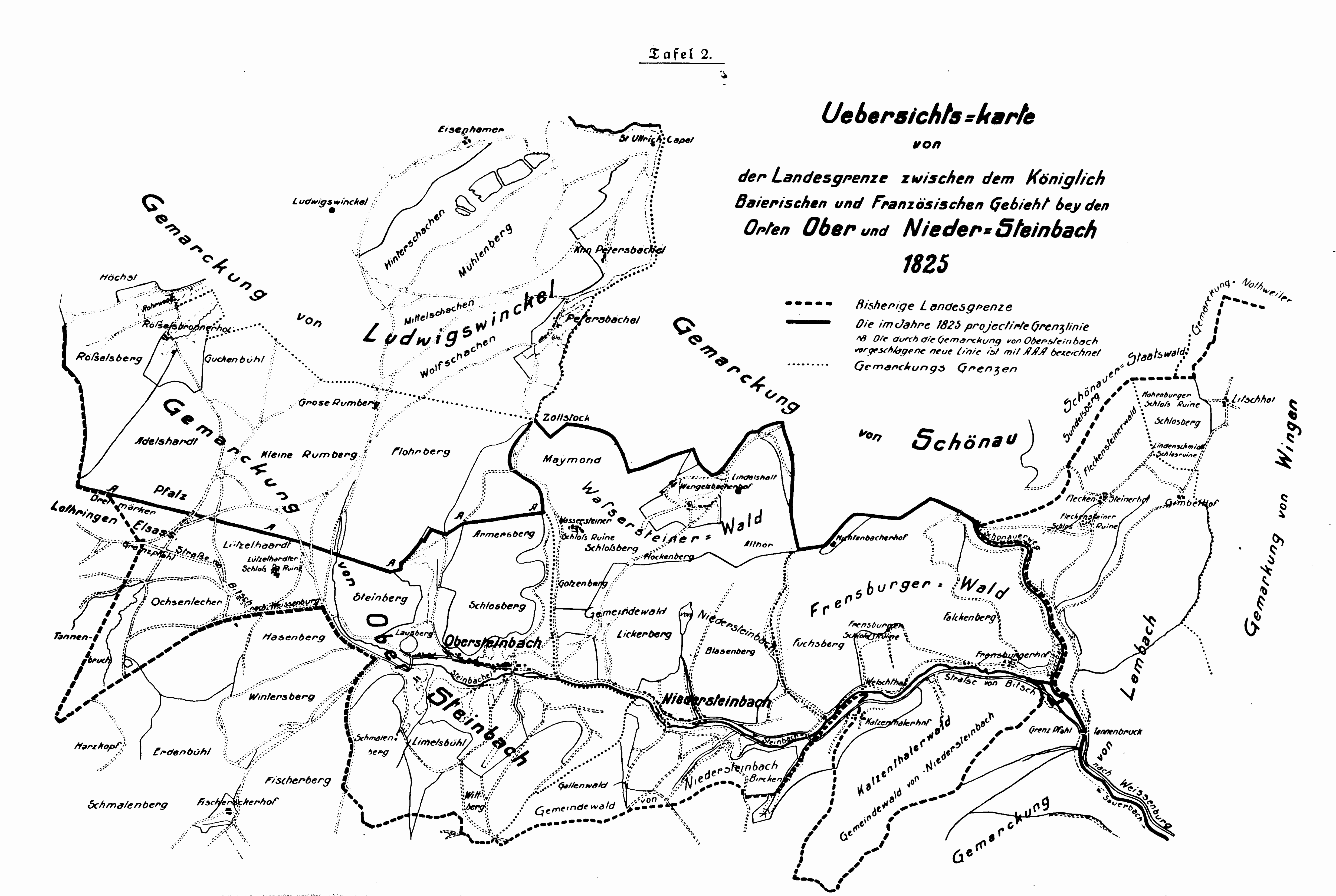
Karte zu den durch die Grenzkonvention zwischen Bayern und Frankreich von 1825 abgetretenen Gebiete

Niedersteinbach ist eine französische Gemeinde mit 115 Einwohnern (Stand 1. Januar 2021) im Kanton Reichshoffen im Département Bas-Rhin in der Region Grand Est (bis 2015 Elsass).

## Geografie
Niedersteinbach liegt im Tal des Steinbachs, eines Nebenflusses der Sauer, umgeben von den Wäldern und Sandsteinfelsen des Gebiets der in Frankreich so genannten Nordvogesen. Niedersteinbach ist Teil des Biosphärenreservats Pfälzerwald-Vosges du Nord.
Zu Niedersteinbach gehört auch der nördlich auf der anderen Seite der Wasserscheide gelegene Weiler Wengelsbach, direkt an der deutschen Grenze, der vorwiegend aus Wochenendhäusern besteht.

## Geschichte

### Territorialgeschichte
Niedersteinbach war um 1790 zur Grafschaft Hanau-Lichtenberg gekommen, die damals zur Landgrafschaft Hessen-Darmstadt gehörte und dort dem Amt Wörth zugeordnet. Mit dem durch die Französische Revolution begonnenen Umbruch wurde das Amt Wörth Bestandteil Frankreichs und in den folgenden Verwaltungsreformen aufgelöst. Mit dem Zusammenbruch der napoleonischen Herrschaft kam Niedersteinbach kurzfristig erneut zum nunmehr Großherzogtum Hessen(-Darmstadt). Durch die Grenzziehung des Zweiten Pariser Friedens 1815 gehörte es wieder zum pfälzischen Teil des Wasgaus und damit zum Rheinkreis im Königreich Bayern. Frankreich war mit der Grenzziehung nicht einverstanden, da die Verbindung zwischen den französischen Festungen Bitsch und Weißenburg (Wissembourg) durch bayerisches Gebiet führte. In der Grenzkonvention zwischen Bayern und Frankreich trat Bayern 1825 Nieder- und Obersteinbach an Frankreich ab.
Von 1871 bis zum Ende des Ersten Weltkrieges gehörte Niedersteinbach als Teil des Reichslandes Elsaß-Lothringen zum Deutschen Reich und war dem Kreis Weißenburg im Bezirk Unterelsaß zugeordnet.

### Bevölkerungsentwicklung
| Jahr      | 1798 | 1910 | 1962 | 1968 | 1975 | 1982 | 1990 | 1999 | 2007 | 2017 |
| --------- | ---- | ---- | ---- | ---- | ---- | ---- | ---- | ---- | ---- | ---- |
| Einwohner | 210  | 350  | 253  | 239  | 228  | 181  | 161  | 155  | 138  | 122  |

## Freizeit und Tourismus
Der Vogesenclub hat im Umkreis viele Wanderwege markiert, die auch zu zahlreichen Burgruinen und pittoresken Felsen führen. Die Gastronomie von Niedersteinbach, namentlich das Hotel-Restaurant Au Cheval Blanc, hat einen guten Ruf, so war hier etwa auch Altbundeskanzler Helmut Kohl regelmäßig zu Gast. Sogar zu einem Gipfeltreffen mit François Mitterrand ist es in dem Ort einmal gekommen.